# Arnaldo González
 Arnaldo González (Quilmes, Buenos Aires, Argentina, 13 de mayo de 1989) es un futbolista argentino que juega como mediocampista en Ciudad Bolívar del Torneo Federal A de Argentina.

## Trayectoria
Para la temporada 2025, se convirtió en jugador de Ciudad Bolívar del Torneo Federal A, donde llega después de jugar el último año en Patronato.

## Estadísticas

### Clubes
- Actualizado hasta el 18 de septiembre de 2021.

| Quilmes Argentina | 1.ª                 | 2010-11             | 3   | 0  | -  | - | - | - | 3   | 0  | 0,00 |
| Quilmes Argentina | 1.ª                 | 2013-14             | 19  | 2  | 0  | 0 | - | - | 19  | 2  | 0,10 |
| Quilmes Argentina | 1.ª                 | 2014                | 10  | 1  | 1  | 0 | - | - | 11  | 1  | 0,09 |
| Quilmes Argentina | Total club          | Total club          | 32  | 3  | 1  | 0 | - | - | 33  | 3  | 0,09 |
| Defensores de Belgrano Argentina | 3.ª                 | 2011-12             | 28  | 2  | 2  | 0 | - | - | 30  | 2  | 0,06 |
| Defensores de Belgrano Argentina | Total club          | Total club          | 28  | 2  | 2  | 0 | - | - | 30  | 2  | 0,06 |
| Ramón Santamarina Argentina | 3.ª                 | 2012-13             | 32  | 8  | 3  | 1 | - | - | 35  | 9  | 0,25 |
| Ramón Santamarina Argentina | 2.ª                 | 2015                | 33  | 8  | 1  | 0 | - | - | 34  | 8  | 0,23 |
| Ramón Santamarina Argentina | Total club          | Total club          | 65  | 16 | 4  | 1 | - | - | 69  | 17 | 0,24 |
| San Luis de Quillota · Chile | 1.ª                 | C-2016              | 11  | 1  | 0  | 0 | - | - | 11  | 1  | 0,09 |
| San Luis de Quillota · Chile | Total club          | Total club          | 11  | 1  | 0  | 0 | - | - | 11  | 1  | 0,09 |
| Patronato Argentina | 1.ª                 | 2016-17             | 11  | 0  | 2  | 0 | - | - | 13  | 0  | 0,00 |
| Patronato Argentina | Total club          | Total club          | 11  | 0  | 2  | 0 | - | - | 13  | 0  | 0,00 |
| Central Córdoba (SdE) Argentina | 2.ª                 | 2016-17             | 19  | 5  | 1  | 1 | - | - | 20  | 6  | 0,30 |
| Central Córdoba (SdE) Argentina | Total club          | Total club          | 19  | 5  | 1  | 1 | - | - | 20  | 6  | 0,30 |
| Aldosivi Argentina | 2.ª                 | 2017-18             | 22  | 3  | 1  | 0 | - | - | 23  | 3  | 0,13 |
| Aldosivi Argentina | Total club          | Total club          | 22  | 3  | 1  | 0 | - | - | 23  | 3  | 0,13 |
| Nueva Chicago Argentina | 2.ª                 | 2018-19             | 22  | 3  | 0  | 0 | - | - | 22  | 3  | 0,13 |
| Nueva Chicago Argentina | 2.ª                 | 2019-20             | 6   | 1  | 0  | 0 | - | - | 6   | 1  | 0,16 |
| Nueva Chicago Argentina | Total club          | Total club          | 28  | 4  | 0  | 0 | - | - | 28  | 4  | 0,14 |
| Mitre (SdE) Argentina | 2.ª                 | 2021                | 12  | 1  | -  | - | - | - | 12  | 1  | 0,08 |
| Mitre (SdE) Argentina | Total club          | Total club          | 12  | 1  | -  | - | - | - | 12  | 1  | 0,08 |
| Agropecuario Argentina | 2.ª                 | 2021                | 6   | 1  | -  | - | - | - | 6   | 1  | 0,16 |
| Agropecuario Argentina | 2.ª                 | 2022                | 0   | 0  | 0  | 0 | - | - | 0   | 0  | 0,00 |
| Agropecuario Argentina | Total club          | Total club          | 6   | 1  | 0  | 0 | - | - | 6   | 1  | 0,16 |
| Total en su carrera | Total en su carrera | Total en su carrera | 234 | 36 | 11 | 2 | - | - | 245 | 38 | 0,15 |
| (1) Las copas nacionales se refiere a la Copa Argentina y a la Copa Chile. (2) Las copas internacionales se refiere a la Copa Libertadores y a la Copa Sudamericana. (3) Media de goles por encuentro. No incluye goles en partidos amistosos. |                     |                     |     |    |    |   |   |   |     |    |      |

## Palmarés

### Campeonatos nacionales
| Título             | Club     | País      | Año     |
| ------------------ | -------- | --------- | ------- |
| Primera B Nacional | Aldosivi | Argentina | 2017-18 |

## Polémicas
Durante el partido disputado entre Nueva Chicago y Atlanta, Arnaldo González realizó gestos antisemitas contra los hinchas de Atlanta, club identificado desde sus comienzos con la comunidad judía de Argentina, por lo que el club Nueva Chicago está evaluando la aplicación de medidas disciplinarias contra el jugador. Han tomado intervención en el caso el INADI como así también la Policía de la Ciudad que le labró una denuncia judicial y un acta contravencional por violar el artículo 103 del Código Contravencional porteño por incitación al desorden. El futbolista fue denunciado por infracción al artículo 3 de la Ley 23.592 relacionado con actos discriminatorios, por lo que fue imputado penalmente por el Ministerio Público Fiscal de la Ciudad Autónoma de Buenos Aires. A su vez se espera qué sanción le aplicará el Tribunal de Disciplina de la Asociación del Fútbol Argentino. El reglamento de Transgresiones y Penas de la entidad indica en su artículo 156 que corresponde “suspensión de tres meses a cinco años, tanto en el orden local como internacional, al jugador que cometa hechos que por su gravedad y trascendencia afecten a la cultura deportiva del país y sean manifiestamente lesivos al prestigio del deporte nacional”.

### Pedido de disculpas
Como respuesta a su inconducta, Arnaldo González manifestó lo siguiente: 

«Siento mucha vergüenza, mucha tristeza. Yo no soy de reaccionar así. Es mi trabajo y tengo que dar otro ejemplo, no tengo que reaccionar de esa manera. Estoy muy triste. Pido disculpas.»

### Sanciones de la AFA
El 12 de marzo de 2020, el Tribunal de Disciplina de la Asociación del Fútbol Argentino sancionó al mediocampista con diez fechas de suspensión debido a los gestos antisemitas realizados hacia la parcialidad del club Atlanta.